# Puerto del Madroño
Puerto del Madroño är en ort i Mexiko.   Den ligger i kommunen Morelia och delstaten Michoacán de Ocampo, i den södra delen av landet, 220 km väster om huvudstaden Mexico City. Puerto del Madroño ligger 2 260 meter över havet och antalet invånare är 104.
Terrängen runt Puerto del Madroño är kuperad. Runt Puerto del Madroño är det glesbefolkat, med 16 invånare per kvadratkilometer. Närmaste större samhälle är Morelia, 18,4 km norr om Puerto del Madroño. I omgivningarna runt Puerto del Madroño växer huvudsakligen savannskog.